# Венаць-Мрежницький
45°25′ пн. ш. 15°27′ сх. д. / 45.41° пн. ш. 15.45° сх. д.
Венаць-Мрежницький (хорв. Venac Mrežnički) — населений пункт у Хорватії, у Карловацькій жупанії у складі міста Дуга Реса.

## Населення
Населення за даними перепису 2011 року становило 131 осіб.
Динаміка чисельності населення поселення: